# Richard Allen Epstein

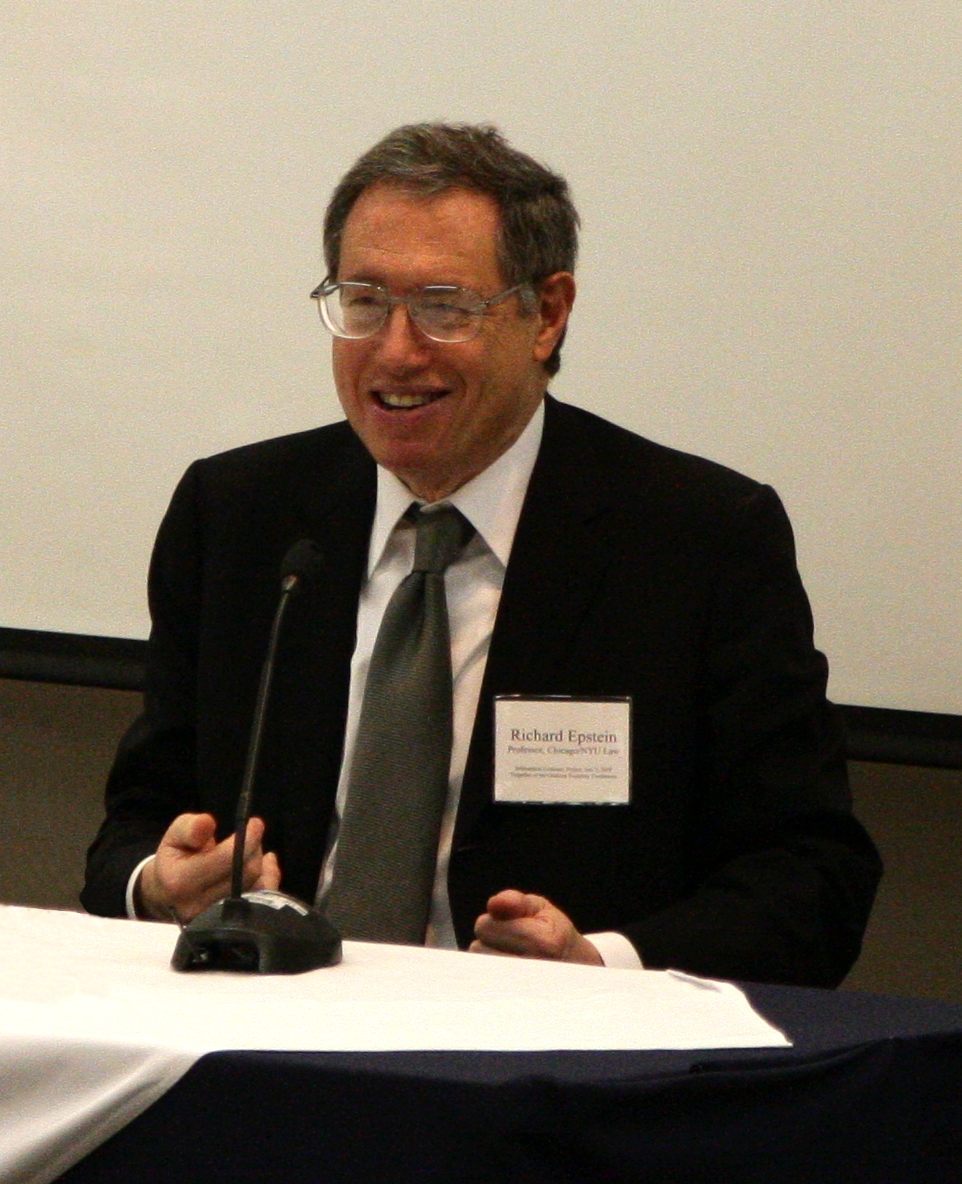
Richard Allen Epstein (2009)

Richard Allen Epstein (* 17. April 1943 in New York City) ist ein amerikanischer Rechtswissenschaftler, der für seine Schriften über Haftungsrecht, Verträge, Eigentumsrechte, ökonomische Analyse des Rechts, klassischen Liberalismus und Libertarismus bekannt ist. Er ist Laurence A. Tisch Professor of Law und Direktor des Classical Liberal Institute an der New York University, Peter und Kirsten Bedford Senior Fellow an der Hoover Institution und James Parker Hall Distinguished Service Professor of Law Emeritus und Senior Lecturer an der University of Chicago.
Epsteins Schriften haben das amerikanische Rechtsdenken maßgeblich beeinflusst. Im Jahr 2000 wurde Epstein in einer im Journal of Legal Studies veröffentlichten Studie als der am zwölfthäufigsten zitierte Rechtswissenschaftler des 20. Jahrhunderts genannt. 2008 wurde er in einer Umfrage von Legal Affairs zu einem der einflussreichsten juristischen Denker der Neuzeit gewählt. Eine Studie über juristische Veröffentlichungen zwischen 2009 und 2013 ergab, dass Epstein in diesem Zeitraum nach Cass Sunstein und Erwin Chemerinsky der am dritthäufigsten zitierte amerikanische Rechtswissenschaftler war. Damit dürfte Epstein auch weltweit einer der meistzitierten Rechtswissenschaftler sein. Seit 1985 ist er Mitglied der American Academy of Arts and Sciences.

## Ausbildung
Anfang der 1960er Jahre studierte Epstein an der Columbia University. Da seine akademischen Interessen sehr breit gefächert waren und er sich nicht auf ein einziges Hauptfach festlegen wollte, erhielt er von der Universität eine Sondergenehmigung für ein selbstgewähltes Studienprogramm in Soziologie, Philosophie und Mathematik. 1964 schloss er sein Studium mit einem B.A. summa cum laude ab. Epsteins Studienleistungen brachten ihm ein Kellett-Stipendium ein, eine Auszeichnung der Columbia, mit der zwei der besten Absolventen eines Jahrgangs zwei Jahre an der University of Cambridge oder der University of Oxford in England studieren können. Epstein entschied sich für Oxford, wo er Mitglied des Oriel College war und 1966 den Bachelor of Arts in Rechtswissenschaften mit Auszeichnung erlangte.
Anschließend kehrte er in die Vereinigten Staaten zurück und besuchte die Yale Law School, die er 1968 mit einem LL.B. cum laude abschloss.

## Karriere
Nach seinem Abschluss an der juristischen Fakultät wurde Epstein als Assistenzprofessor an der University of Southern California (USC) eingestellt. Er lehrte vier Jahre lang an der USC, bevor er 1972 an die University of Chicago Law School wechselte. Epstein lehrte 38 Jahre lang in Chicago und erhielt schließlich den Titel James Parker Hall Distinguished Service Professor of Law. Im Jahr 2010 trat Epstein offiziell in den Ruhestand, wechselte aber bald darauf an die Fakultät der New York University, wo er die Laurence A. Tisch Professur für Recht übernahm. Er ist nach wie vor emeritierter Professor und Senior Lecturer in Chicago und unterrichtet dort gelegentlich Kurse. Im Jahr 2013 gründete die School of Law der New York University ein neues akademisches Forschungszentrum, das Classical Liberal Institute, und ernannte Epstein zu dessen Direktor.
Seit 2001 ist Epstein Peter und Kirsten Bedford Senior Fellow an der Hoover Institution, einem prominenten konservativen amerikanischen Think Tank für öffentliche Politik an der Stanford University.
Epstein war in vielen akademischen und öffentlichen Organisationen tätig und hat eine Reihe von Auszeichnungen erhalten. Im Jahr 1983 wurde er zum Senior Fellow am Center for Clinical Medical Ethics der University of Chicago Medical School ernannt, und 1985 wurde er in die American Academy of Arts and Sciences aufgenommen. Von 1981 bis 1991 war er Herausgeber des Journal of Legal Studies und von 1991 bis 2001 des Journal of Law and Economics. 2003 erhielt Epstein den LL.D. ehrenhalber von der Universität Gent und 2018 die Ehrendoktorwürde in Rechtswissenschaften von der Universität Siegen. 2005 verlieh ihm das College of William & Mary den Brigham-Kanner Property Rights Prize für seine Beiträge auf dem Gebiet der Eigentumsrechte. 2011 wurde er mit dem Bradley Prize der Bradley Foundation ausgezeichnet.

## Veröffentlichungen
Epstein wurde in der amerikanischen Rechtswelt 1985 durch die Veröffentlichung seines Buches „Takings: Private Property and the Power of Eminent Domain“ ("Privateigentum und die Macht des Enteignungsrechts") durch die Harvard University Press bekannt. Darin vertrat Epstein die Auffassung, dass die „Takings Clause“ des fünften Zusatzartikels zur Verfassung der USA – die lautet: „Privateigentum darf nicht ohne gerechte Entschädigung für öffentliche Zwecke enteignet werden“, und die traditionell als Beschränkung der staatlichen Enteignungsbefugnis angesehen wird – die wirtschaftlichen Rechte der Bürger verfassungsrechtlich schützt und daher die Regierung in einem Eigentumsstreit genauso zu behandeln ist wie jede andere private Einrichtung. Das Argument war umstritten und löste nach der Veröffentlichung des Buches eine heftige Debatte über die Auslegung der Enteignungsklausel aus.
Im Jahr 1991, während der Anhörung zur Bestätigung von Clarence Thomas als Richter am Obersten Gerichtshof der Vereinigten Staaten, hielt der jetzige US-Präsident und damalige Senator Joe Biden „in einer dramatischen Geste“ das Buch hoch und „befragte“ Thomas wiederholt zu seiner Position zu den Thesen des Werkes. Das Buch diente als Brennpunkt in der Diskussion über die Befugnisse der Regierung, über privates Eigentum zu verfügen. Es hat auch die Sichtweise einiger Gerichte auf die Eigentumsrechte beeinflusst und wurde vom Obersten Gerichtshof der Vereinigten Staaten viermal zitiert, unter anderem im Fall Lucas gegen den South Carolina Coastal Council von 1992.
Auf dem Höhepunkt der HIV-Pandemie im Jahr 1988 argumentierte Epstein, dass Unternehmen die Möglichkeit haben sollten, „AIDS-Träger“ zu diskriminieren, und dass Antidiskriminierungsgesetze für Arbeitgeber ungerecht seien. Anstelle solcher Gesetze, argumentierte Epstein, sollten die Krankenversicherungsprämien von „AIDS-Trägern“  durch Steuern subventioniert werden, um so „das Verhalten von Regierung und Interessengruppen zu disziplinieren, wobei die Bürgerinnen und Bürger entscheiden müssen, wie viel sie bereit sind, für die Subventionierung von AIDS-Trägern zu zahlen“. Darüber hinaus argumentierte er, „es [gäbe] keinen Grund anzunehmen, dass der öffentliche Nutzen, der aus der Versorgung von AIDS-Opfern durch ihre Arbeitgeber und Versicherer entstehen könnte, auch nur ansatzweise die zusätzlich entstehenden Kosten wettmachen könnte“. Stattdessen schlug Epstein vor, dass Arbeitgeber das Recht haben sollten, sich zu weigern, mutmaßliche „AIDS-Träger“ einzustellen.
Epstein ist Verfechter minimaler gesetzlicher Regelungen. In seinem 1995 erschienenen Buch „Simple Rules for a Complex World“ ("Einfache Regeln für eine komplexe Welt") fasst er zahlreiche seiner früheren Arbeiten zusammen und argumentiert, dass einfache Regeln am besten funktionieren, da Komplexität übermäßige Kosten verursacht. Komplexität entsteht, wenn man versucht, in Einzelfällen Gerechtigkeit zu schaffen. Komplexe Regeln sind jedoch vertretbar, solange man sich von ihnen lösen kann. In Anlehnung an Gary Becker argumentiert er zum Beispiel, dass der „Civil Rights Act“ und andere Antidiskriminierungsgesetze aufgehoben werden sollten. Im Einklang mit den Grundsätzen des klassischen Liberalismus amerikanischer Art vertritt er die Auffassung, dass die bundesstaatliche Regelung zur gleichgeschlechtlichen Ehe, der „Defense of Marriage Act“ (DOMA), aufgehoben werden sollte, indem er feststellt:
Nach unserem Gesetz darf nur der Staat Ehelizenzen ausstellen. Diese Befugnis bringt die Pflicht mit sich, allen Menschen zu den gleichen Bedingungen zu dienen, was bedeutet, dass es dem Staat nicht gestattet sein darf, diejenigen auszuwählen, denen er seine Rechte zugesteht. Das DOMA verstößt in zweierlei Hinsicht gegen diesen Grundsatz. Erstens schließt es polygame Paare vom Erhalt dieser ehelichen Vorteile aus. Zweitens schließt es homosexuelle Paare aus. Beide Gruppen tragen zu den finanziellen Mitteln bei, mit denen diese verschiedenen staatlichen Programme unterstützt werden. Beide sollten an ihren Vorteilen teilhaben.
Richard A. Epstein kritisierte das Urteil des Obersten Gerichtshofs in der Rechtssache Obergefell v. Hodges. 2007 verteidigte Epstein die geistigen Eigentumsrechte von Pharmaunternehmen gegen die billigere Herstellung von AIDS-Medikamenten durch Generika und erklärte, dass „die Missachtung von Eigentumsrechten im Namen der Menschenrechte das Wohlergehen der Menschen weltweit beeinträchtigt.“
In einem Beitrag für den Sammelband Our American Story (2019) befasste sich Epstein mit der Möglichkeit eines gemeinsamen amerikanischen Narrativs. Mit einem ausgesprochen skeptischen Ansatz kam Epstein zu dem Schluss, dass kein neues nationales Narrativ erreicht werden kann, „wenn wir uns nicht auf das einlassen, was ich amerikanischen Minimalismus nenne - eine bewusste Reduzierung der Themen, von denen wir glauben, dass sie wirklich am besten als Nation behandelt werden und nicht besser von kleineren subnationalen Gruppen angegangen werden sollten: Bundesstaaten, lokale Regierungen und, was am wichtigsten ist, alle Arten von kleinen privaten Organisationen, die frei entscheiden können, wie sie ihre eigene Mitgliedschaft und Mission bestimmen.“

## Einfluss
Im Jahr 2006 schrieb der amerikanische Wissenschaftler James W. Ely Jr.: „Es ist eine weithin akzeptierte Prämisse, dass Professor Richard A. Epstein einen durchdringenden Einfluss auf das amerikanische Rechtsdenken ausgeübt hat.“ In einer im Jahr 2000 im Journal of Legal Studies veröffentlichten Studie wurde Epstein als der am zwölfthäufigsten zitierte Rechtswissenschaftler des gesamten 20. Jahrhunderts genannt. 2008 wurde er in einer von Legal Affairs durchgeführten Umfrage zu einem der einflussreichsten juristischen Denker der Neuzeit gewählt. Eine Studie über juristische Veröffentlichungen zwischen 2009 und 2013 ergab, dass Epstein nach Cass Sunstein und Erwin Chemerinsky der am dritthäufigsten zitierte amerikanische Rechtswissenschaftler ist.

## Politik
Epstein hat gesagt, dass er bei Wahlen „jeden wählt, nur nicht die Großen Zwei“, die „nur zwei Mitglieder derselben Regierungspartei sind, die sich darum streiten, wessen Freunde bevorzugt werden“. Er stimmt für die Libertären. Epstein erklärt, dass er „sicherlich ein Fan von Calvin Coolidge ist; er hat ein paar Fehler gemacht, aber er war ein Kleinstaatler“. Epstein war Mitglied der Constitution Project's Guantanamo Task Force. Epstein hat einmal gesagt, er sei der Meinung, dass  Learned Hand dem Obersten Gerichtshof hätte angehören sollen und sein Lieblingsrichter in England Baron Bramwell gewesen sei.
Anfang 2015 äußerte sich Epstein zu seiner Beziehung zur modernen politischen Landschaft Amerikas mit den Worten: „Ich befinde mich in einer sehr seltsamen Position: Ich bin kein Konservativer, wenn es um religiöse Werte usw. geht, aber ich glaube in der Tat an eine starke Außenpolitik und eine relativ kleine Regierung im Inland, aber das bedeutet nicht, dass ich an gar keine Regierung glaube.“ Er wurde auch als libertärer Konservativer bezeichnet.
Während einer Debatte mit Chris Preble im Dezember 2016 bezeichnete sich Epstein als „libertären Falken“ (libertarian hawk).

## Ausgewählte Werke

### Artikel
- Richard A. Epstein: A Theory of Strict Liability. In: Journal of Legal Studies. 2. Jahrgang, Nr. 1, 1973, S. 151–204, doi:10.1086/467495 (englisch).
- Richard A. Epstein: Unconscionability: A Critical Reappraisal. In: Journal of Law and Economics. 18. Jahrgang, Nr. 2, 1975, S. 293–315, doi:10.1086/466814 (englisch).
- Richard A. Epstein: Nuisance Law: Corrective Justice and Its Utilitarian Constraints. In: Journal of Legal Studies. 8. Jahrgang, Nr. 1, 1979, S. 49–102, doi:10.1086/467602 (englisch).
- Richard A. Epstein: A Common Law for Labor Relations: A Critique of the New Deal Labor Legislation. In: Yale Law Journal. 92. Jahrgang, Nr. 8, 1983, S. 1357–1408, doi:10.2307/796178 (englisch).
- Richard A. Epstein: In Defense of the Contract at Will. In: University of Chicago Law Review. 51. Jahrgang, Nr. 4, 1984, S. 947–82, doi:10.2307/1599554 (englisch).
- Richard A. Epstein: The Proper Scope of the Commerce Power. In: Virginia Law Review. 73. Jahrgang, Nr. 8, 1987, S. 1387–1455, doi:10.2307/1073233 (englisch).
- Richard A. Epstein: Foreword: Unconstitutional Conditions, State Power, and the Limits of Consent. In: Harvard Law Review. 102. Jahrgang, Nr. 1, 1988, S. 4–104 (englisch).
- Richard A. Epstein: The Clear View of The Cathedral: The Dominance of Property Rules. In: Yale Law Journal. 106. Jahrgang, Nr. 7, 1997, S. 2091–2120, doi:10.2307/797162 (englisch).

### Bücher
- Richard A. Epstein: Takings: Private Property and the Power of Eminent Domain. Harvard University Press, Cambridge 1985, ISBN 0-674-86729-7 (englisch, archive.org).
- Richard A. Epstein: Forbidden Grounds: The Case Against Employment Discrimination Laws. Harvard University Press, Cambridge 1992, ISBN 978-0-674-30808-4 (englisch, archive.org).
- Richard A. Epstein, Geoffrey R. Stone, Cass R. Sunstein: The Bill of Rights in the Modern State. University of Chicago Press, Chicago 1992, ISBN 978-0-226-77532-6 (englisch, archive.org).
- Richard A. Epstein: Simple Rules for a Complex World. Harvard University Press, Cambridge 1995, ISBN 978-0-674-80821-8 (englisch).
- Richard A. Epstein, Cass R. Sunstein: The Vote: Bush, Gore & the Supreme Court. University of Chicago Press, Chicago 2001, ISBN 978-0-226-21307-1 (englisch).
- Richard A. Epstein: Design for Liberty: Private Property, Public Administration, and the Rule of Law. Harvard University Press, Cambridge 2011, ISBN 978-0-674-06184-2 (englisch).
- Richard A. Epstein: The Classical Liberal Constitution: The Uncertain Quest for Limited Government. Harvard University Press, Cambridge 2014, ISBN 978-0-674-72489-1 (englisch).
- Richard A. Epstein: The Dubious Morality of Modern Administrative Law. Rowman & Littlefield, Lanham 2020, ISBN 978-1-5381-4149-6 (englisch).

### Fallsammlungen
- Richard A. Epstein, Charles Gregory, Harry Kalven: Cases and Materials on the Law of Torts. 4. Auflage. Little, Brown & Co., New York 1984.
- Richard A. Epstein, Catherine M. Sharkey: Cases and Materials on Torts. 11. Auflage. Aspen Casebooks, New York 2016, ISBN 978-1-4548-6825-5.